# Elena Murtazaeva
Elena Konstantinova Murtazaeva (Moscou, 25 de agosto de 1981) é um jogadora de voleibol russa.
Tem 1,90 metro e 70 Kg. Foi três vezes campeã europeia pelo CSKA Moscou e campeã europeia de 2009 pela seleção russa. Depois, participou também da conquista do vice-campeonato do Grand Prix de 2009, no qual a Russia só perdeu uma partida, justamente para o Brasil e do Mundial de 2010.